# 布雷肯里奇 (密歇根州)
布雷肯里奇（英語：Breckenridge）是位於美國密歇根州格拉希厄特縣的一個村。

## 人口
根據2020年美國人口普查的數據，布雷肯里奇的面積為2.77平方千米，當中陸地面積為2.76平方千米，而水域面積為0.01平方千米。當地共有人口1238人，而人口密度為每平方千米446人。